# Antigeluid
Antigeluid is een geluid dat een ander geluid opheft door een tegengestelde fase. De tegenfase kan ontstaan door reflectie, maar ook met elektronica en een luidspreker bewust gegenereerd worden. Met dat laatste is het mogelijk bestaand geluid te dempen, iets wat vooral bij lagere frequenties en monotone geluiden goed functioneert.

## Natuurkunde van geluid
Het vermogen van geluid wordt bepaald door het product van de  geluidsdruk en deeltjessnelheid. Natuurkundig gezien is het principieel onmogelijk om een geluidsvermogen met een negatief geluidsvermogen op te heffen, omdat een negatief vermogen niet bestaat. Wel is het mogelijk om de amplitude van de geluidsdruk op bepaalde plaatsen te verminderen door een luchttrilling toe te voegen met een inverse amplitude. Hoewel het geluidsvermogen ter plaatse niet vermindert omdat de deeltjessnelheid toeneemt, vermindert wel de drukvariatie, waar het oor gevoelig voor is.

## Praktijk
Antigeluid komt in de natuur normaal voor in de vorm van reflecties van geluid. Statische geluiddempers die op dit principe werken worden al lang en veelvuldig toegepast. Reflectiedempers werken echter alleen op bepaalde frequenties die bij het ontwerp worden vastgelegd. Nieuw is dat met behulp van intelligente elektronica het mogelijk is complexe golven te dempen, voor zover ze voorspelbaar zijn voor het apparaat. In deze context is het begrip antigeluid ontstaan.
Als antigeluid wordt toegepast in een gehoorapparaat is het mogelijk om met heel weinig vermogen ongewenst geluid effectief te dempen. Ook bij ruisonderdrukkende hoofdtelefoons wordt de techniek wel toegepast. In dat geval wordt ook vaak de Engelstalige term noise cancellation gebruikt.

## Experimenten aan verkeersgeluid
Omdat antigeluid zoveel perspectief lijkt te bieden, worden er veel experimenten mee gedaan. Tot grootschalige toepassing in de buitenlucht hebben die experimenten echter nog niet geleid. Voorbeelden van experimenten zijn:
- In 2004 werd in Japan antigeluid experimenteel toegepast op geluidsschermen langs wegen.[1]
- In 2007 deed luchthaven Schiphol in samenwerking met KLM en TNO een mislukte proef met antigeluid om vliegtuiglawaai te neutraliseren.[2]
- Toyota heeft in haar elektrische auto's met antigeluid gewerkt.[3]
- In de jaren 80 van de 20e eeuw deed Lotus Engineering - onderdeel van het automerk Lotus - intensief onderzoek naar antigeluid.[4][5]

bioakoestiek · geluid · decibel · dB(A) · geluidsdruk · geluidsintensiteit · geluidssnelheid · geluidsgolf · ultrageluid · laagfrequent geluid · infrageluid · puntbron · lijnbron · gehoordrempel · gehoorschade · geluidshinder · elektroakoestiek